# Metušalah
Metušalah ili Metuzalem (hebrejski מְתוּשֶׁלַח / מְתוּשָׁלַח, arapski إدريس) je lik iz Biblije, spomenut kao jedan od patrijarha prije potopa. Njegovo ime znači "Čovjek s ulice"/"Kad umre, poslat će ga". On je najstarija osoba spomenuta u Bibliji, te se njegovo ime rabi kao sinonim za nekoga tko je vrlo star. U Bibliji se navodi kako je doživio 969 godina.

## UBibliji
Metušalah je bio sin Henoka, unuk Jereda. U Bibliji se o njemu kaže sljedeće:
"Kad je Henoku bilo šezdeset i pet godina, rodi mu se Metušalah."
"Kad je Metušalahu bilo sto osamdeset i sedam godina, rodi mu se Lamek. Po rođenju Lamekovu Metušalah je živio sedam stotina osamdeset i dvije godine te mu se rodilo još sinova i kćeri. Metušalah poživje u svemu devet stotina šezdeset i devet godina. Potom umrije."
Metušalahov je unuk bio Noa. U Noino se vrijeme zbio opći potop. Metušalahovi su praunuci bili Šem, Ham i Jafet, Noini sinovi od kojih su potekli narodi nakon potopa. 

## UKnjizi Jubileja
Prema Knjizi Jubileja, Metušalahova majka i žena imaju isto ime - Edna. Ta je Edna bila majka Lameka s Metušalahom. 

## UHenokovoj knjizi
U Henokovoj knjizi Metušalah je spomenut kako razgovara sa svojim ocem Henokom, koji mu objašnjava da će doći potop. 